# Auxon, Haute-Saône
Auxon är en kommun i departementet Haute-Saône i regionen Bourgogne-Franche-Comté i östra Frankrike. Kommunen ligger i kantonen Port-sur-Saône som tillhör arrondissementet Vesoul. År 2022 hade Auxon 402 invånare.

## Befolkningsutveckling
Antalet invånare i kommunen Auxon
| Referens: INSEE |